# Monique Pochon
Monique Pochon ist eine ehemalige Schweizer Basketballspielerin.

## Karriere
Pochon nahm mit der Schweizer Basketballnationalmannschaft der Damen an der erstmals ausgetragenen Weltmeisterschaft 1953 in Santiago de Chile (Chile) teil. In den fünf Spielen gegen die Mannschaften aus Chile (28:37), Kuba (28:32), Mexiko (25:40), Peru (26:34) und erneut Kuba (17:5) erzielte die Schweizerin insgesamt elf Punkte. Im zweiten Spiel gegen Kuba (5 Punkte) überzeugte Pochon als erfolgreichste Werferin des Teams. Pochon gehörte darüber hinaus nicht zum schweizerischen Kader bei den Europameisterschaften 1950, 1952 und 1956.